# Leptostomias macronema
Leptostomias macronema är en fiskart som beskrevs av Gilbert, 1905. Leptostomias macronema ingår i släktet Leptostomias och familjen Stomiidae. Inga underarter finns listade i Catalogue of Life.